# Ly giáo Tây phương
Ly giáo Tây phương hay Ly giáo Giáo hoàng là sự chia rẽ trong Giáo hội Công giáo từ 1378, cho đến cuộc bầu cử Giáo hoàng Máctinô V vào ngày 11 tháng 11 năm 1417. Đây là cuộc ly giáo có phạm vi nhỏ hơn và phân biệt với Ly giáo Đông-Tây.
Không giống như các cuộc phân ly khác, ly khai này không được gây ra bởi ảnh hưởng một nhà cai trị thế tục, mà bởi chính Giáo hội. Nó chủ yếu là một vấn đề giữa Pháp và Ý, nhưng có tác động đến toàn bộ thế giới phương Tây. Cuộc ly giáo này đã làm tổn hại nghiêm trọng tới danh tiếng của Giáo hội. Nguyên nhân là một cuộc xung đột lớn giữa 16 thành viên của hội đồng các hồng y mà đa số là từ Pháp trong cuộc bầu cử giáo hoàng năm 1378, sau cái chết của Giáo hoàng Grêgôriô XI, người đã trở về Roma trong năm 1376 từ nơi lưu vong của ông ở Avignon. Sau cuộc bầu cử Giáo hoàng Urbanô VI của Ý gây nhiều tranh cãi, giáo hoàng đã bổ nhiệm thêm 29 hồng y mới, mà các vị hồng y cũ không chấp nhận. Họ tuyên bố Urbanô VI không đủ năng lực và chọn ở Fondi, Robert von Genf, làm Giáo hoàng đối lập Clêmentê VII.
Vì không có ai chịu thoái vị lẫn không có một tòa án trọng tài nào quyết định được, năm 1409 Công đồng Pisa được triệu tập, mà đã truất phế những người được bầu kế nhiệm, Giáo hoàng đối lập Biển Đức XIII (Avignon) và Giáo hoàng Grêgôriô XII (Roma), đưa Giáo hoàng đối lập Alexanđê V lên nắm quyền. Mãi đến những thỏa hiệp đạt được tại Công đồng Constance (1414–1418) qua sự trung gian của vua Sigismund cuối cùng mới vượt qua được cuộc ly giáo.